# R. J. Palacio
 (avril 2025).
Si vous disposez d'ouvrages ou d'articles de référence ou si vous connaissez des sites web de qualité traitant du thème abordé ici, merci de compléter l'article en donnant les références utiles à sa vérifiabilité et en les liant à la section « Notes et références ».
Raquel Jaramillo Palacio, plus connue sous le pseudonyme de R.J. Palacio, est une romancière et graphiste américaine née le 13 juillet 1963 à New York. Elle est connue pour avoir écrit Wonder en 2012.

## Publications

### Wonder
Un jour, devant un marchand de glaces, R.J. Palacio rencontre un enfant hors du commun qui lui inspirera Wonder. Ce dernier est publié en 2012 aux États-Unis puis dans 45 autres pays. Il a été également adapté au cinéma sous le titre Wonder, sorti en novembre 2017.